# 开库康镇
开库康镇是中华人民共和国黑龙江省大兴安岭地区塔河县下辖的一个镇。
2022年8月，黑龙江省民政厅批复同意撤销开库康乡设立开库康镇，以开库康乡行政区域为开库康镇的行政区域，镇人民政府驻开库康村。

## 行政区划
开库康镇下辖以下村级行政区划单位：
开库康村和马伦村。